# DY Patil Stadium
il Dr. DY Patil Sports Stadium è uno stadio situato a Nerul, Mumbai in India. Viene utilizzato per le partite di calcio e cricket e viene usufruito dalla squadra del Mumbai City, militante in ISL. Ha una capienza di 22.000 spettatori e venne inaugurato nel 2008.
Nel 2014 ha ospitato la finale della Indian Super League tra l'Atlético de Kolkata e i Kerala Blasters, vinta poi dal Kolkata per 1-0 con gol di Mohammed Rafique.